# فونيو
فونيو هو المصطلح المستخدم للحبوب المزروعة من جنس ديجيتاريا. وهي شهيرة في أجزاء من غرب أفريقيا بالإضافة إلى نوع واحد في الهند. وهذه الحبوب تتسم بالصغر الشديد.
وهذا الاسم (الذي استعارته اللغة الإنجليزية من اللغة الفرنسية) هو شكل من أشكال لغة ولف foño' "Digitaria exilis"، وهو مأخوذ ذاته من إحدى لغات الماندي (راجع fini في لغة بامبارا).

## الأنواع

### فونيو الأبيض (ديجيتاريا منفية)
ويعد فونيو الأبيض (ديجيتاريا المنفية)، والذي يطلق عليه كذلك اسم «الأرز الجائع»، واحدًا من أهم الأنواع في مجموعة متنوعة من الأنواع البرية والتي تتم زراعتها في الحقول من أنواع ديجيتاريا ويتم حصادها من السافانا في غرب إفريقيا. ونبات فونيو له أصغر الحبوب بين كل أنواع الدخن. وهو يتميز بقدراته في تحسين التغذية وتعزيز الأمن الغذائي ودعم التنمية الريفية ودعم الاستخدام المستدام للأرض.
وقد استمرت أهمية نبات فونيو على الصعيد المحلي لأنه يوفر قيمة غذائية عالية كما أنه واحد من أسرع الحبوب نموًا في العالم، حيث يصل إلى مرحلة النضج خلال فترة قصيرة للغاية لا تتجاوز ستة إلى ثمانية أسابيع. وهو محصول يمكن الاعتماد عليه في المناطق شبه القاحلة والتي تتسم بالتربة الفقيرة، حيث تكون الأمطار نادرة ولا يعتمد عليها. ويتم استخدام تلك الحبوب لعمل العصائد والكسكسي، ولعمل الخبز، بالإضافة إلى الجعة.
ومن بين المناطق التي يعد هذا المحصول مهمًا بها فوتا دجالون بمنطقة غينيا ومنطقة أكبوسو في توغو بالإضافة إلى وسط نيجيريا. وفي توغو، يعد فونيو (الذي يطلق عليه اسم ɔva) محصولاً مرتبطًا بالنساء بشكل رئيسي، حيث يستخدم هو واللوبياء الظفرية لعمل طبق تقليدي.
وتصعب الحبوب الصغيرة من إزالة القشر، كما تجعل تلك العملية تستهلك قدرًا كبيرًا من الوقت. وتشتمل الطرق التقليدية على خفقه في الهاون مع الرمل (ثم فصل الحبوب عن الرمل) أو «تسخينه» على اللهب ثم خفقه (مما يؤدي إلى الحصول على حبوب ذات لون محمص، ويتم استخدام هذه الطريقة في أكبوسو). ويوفر اختراع جهاز لتقشير الفونيو طريقة ميكانيكة أسهل لتقشير هذا النبات.

### فونيو الأسود (ديجيتاريا إيبورا)
فونيو الأسود (ديجيتاريا إيبورا) هو نبات مشابه تتم زراعته في نيجيريا والنيجر وتوغو وبنين.

### رايشان
رايشان (ديجيتاريا كروسياتا أو إسكولينت) هو نوع من الحبوب ذات الأهمية القليلة، حيث لا تتم زراعته إلا في تلال خاصي في شمال شرق الهند، حيث يستخدم الدقيق الجلوتيني المأخوذ منه لعمل الخبز أو العصائد.

## أساطير
حسب أسطورة شعب دوجون في مالي، الذي يشتهر بينهم باسم pō tolo، فإن الخالق الأعلى للكون، آما، قد صنع الكون كله من خلال تفجير حبة فونيو واحدة، موجودة داخل «بيضة العالم».

## كتابات أخرى
- National Research Council (14 فبراير 1996). "Fonio (Acha)". Grains. Lost Crops of Africa. Washington: National Academies Press. ج. 1. ISBN:978-0-309-04990-0. مؤرشف من الأصل في 2015-03-21. اطلع عليه بتاريخ 2008-07-18.
- "Fonio: an African cereal crop". CIRAD. مؤرشف من الأصل في 2005-10-13. اطلع عليه بتاريخ 2006-01-10.
- Kuta، Danladi Dada؛ Kwon-Ndung، Emmanuel؛ Dachi، Stephen؛ Ukwungwu، Mark؛ Imolehin، Emmanuel Dada (2003). "Potential role of biotechnology tools for genetic improvement of "lost crops of Africa": the case of fonio (Digitaria exilis and Digitaria iburua)". African Journal of Biotechnology. ج. 2 ع. 12: 580–585. ISSN:1684-5315. مؤرشف من الأصل في 2016-03-04. {{استشهاد بدورية محكمة}}: الوسيط غير المعروف |شهر= تم تجاهله يقترح استخدام |تاريخ= (مساعدة)
- Burtt-Davy، J. (1913). "Teff (Eragrostis abyssinica)". Kew Bulletin. ج. 1913 ع. 1: 32–39.
- Chevalier, A. 1922. Les petites céréales. Revue Internationale d’Agriculture Tropicale et Botanique appliquée, 2:544-550.
- Hilu، K.W. (1997). "Fonio millets: Ethnobotany, genetic diversity and evolution". South African Journal of Botany. ج. 63 ع. 4: 185–190.
- Morales-Payán، J.؛ Pablo، J.؛ Ortiz، Richard؛ Cicero، Julio؛ Taveras، Francisco (2002). Janick، J.؛ Whipkey، A. (المحررون). Digitaria exilis as a crop in the Dominican Republic. Supplement to: Trends in new crops and new uses. Alexandria, VA: ASHS Press.
- Portères, R. (1946). "L'aire culturale du Digitaria iburua Stapf. céréale mineure de l'Ouest Africain". L’Agronomie tropicale (بالفرنسية). 1 (11–12): 389–392.
- Portères, R. (1955). "Les céréales mineures du genre Digitaria en Afrique et Europe". Journal d’Agriculture Tropicale et Botanique Appliquée (بالفرنسية) (2): 349–386, 477–510, 620–675.
- Portères، R. (1976). "African cereals: eleusine, fonio, black fonio, teff, Brachiaria, Paspalum, Pennisetum and African rice". في Harlan، J.R.؛ De Wet، J.M.J.؛ Stemler، A.B.L. (المحررون). Origins of African plant domestication. The Hague: Mouton. ص. 409–452.